# موتور دوست‌محمد نارویی
موتور دوست‌محمد نارویی یک منطقهٔ مسکونی در ایران است که در دهستان جلگه چاه هاشم واقع شده‌است.